# طائفة الأنانيين
طائفة الأنانيين (بالفرنسية: La secte des égoïstes) هي أول رواية للأديب الفرنسي إيريك إيمانويل شميت، صدرت سنة 1994 عن دار النشر ألبان ميشيل.

## حول الرواية
هذه الفقرة تسرد تفاصيل من عقدة الرواية

### العقدة
تسرد الرواية رحلة باحث معاصر يكتشف بالصدفة وجود شخصية تاريخية غريبة الأطوار، عاشت في القرن 18. هذا الفيلسوف النكرة، المسمى غاسبار لانغينهارت، كان صاحب مذهب فلسفي «أناني» يعتقد كل مؤمن به بأن الحقيقة المطلقة هي وجود الإنسان ووعيه بذاته، أما كل ما يحيط به في الكون فهو فقط من محض تخيلاته. ينخرط الباحث في رحلة بحث عبر المخطوطات والكتب القديمة لكي يتعرف أكثر على هذه الشخصية الغريبة، في رحلة عبر الزمن والمكان (من باريس إلى أمستردام) بل وأيضا عبر ذاته، حيث يتأثر الباحث بفلسفة وحدة الأنا التي كان يروج لها لانغينهارت.
تسرد الرواية عبر خطين سرديين (معاصر وتاريخي) سيرة لانغينهارت وكيف قام بالترويج لمذهبه في صالونات مونمارتر الباريسية ومناظراته ومواقفه التي تتراوح بين التراجيديا والملهاة وكيف اسس واتباعه طائفة غريبة وانعزالهم عن العالم.

## ترجمات الرواية
تمت ترجمة الرواية إلى الألمانية والعربية والبلغارية والإسبانية والإيطالية والهولندية والرومانية والروسية.